# Metagonia caudata
Metagonia caudata är en spindelart som beskrevs av Octavius Pickard-Cambridge 1895.
Metagonia caudata ingår i släktet Metagonia och familjen dallerspindlar. Inga underarter finns listade i Catalogue of Life.